# Маллет, Марла
Ма́рла Ма́ллет (англ. Marla Mallett; урождённая Ма́рла Ге́йгер, англ. Marla Geiger; род. 19 декабря 1970, Канада) — канадская кёрлингистка.
Играет на позиции четвёртого. Скип своей команды.

## Достижения
- Чемпионат Канады по кёрлингу среди женщин: серебро (2009).
- Чемпионат мира по кёрлингу среди юниоров: золото (1988).
- Чемпионат Канады по кёрлингу среди юниоров: золото (1987), серебро (1989).

## Команды
| Сезон   | Четвёртый     | Третий         | Второй           | Первый            | Запасной            | Турниры              |
| ------- | ------------- | -------------- | ---------------- | ----------------- | ------------------- | -------------------- |
| 1987—88 | Джулия Саттон | Judy Wood      | Susan Auty       | Марла Гейгер      |                     | ЧКЮ 1987 · ЧМЮ 1988  |
| 1989—90 | Judy Wood     | Марла Гейгер   | Susan Auty       | Sarah Eden        |                     | ЧКЮ 1989             |
| 1994—95 | Марла Гейгер  | Келли Оуэн     | Sherry Fraser    | Кристин Юргенсон  | Cindy McArdle       | ЧК 1995 (6-е место)  |
| 1996—97 | Келли Оуэн    | Марла Гейгер   | Sherry Fraser    | Кристин Юргенсон  | Линдси Спаркс       | ЧК 1997 (12-е место) |
| 1997—98 | Келли Оуэн    | Марла Гейгер   | Sherry Fraser    | Кристин Юргенсон  |                     | КООК 1997            |
| 2004—05 | Келли Лоу     | Donna Budau    | Марла Маллет     | Sherry Fraser     |                     |                      |
| 2005—06 | Марла Маллет  | Diane Gushulak | Christen Wilson  | Christine Ledrew  |                     |                      |
| 2006—07 | Марла Маллет  | Diane Gushulak | Christen Wilson  | Jacalyn Brown     | Grace MacInnes      |                      |
| 2007—08 | Марла Маллет  | Grace MacInnes | Diane Gushulak   | Jacalyn Brown     |                     |                      |
| 2008—09 | Марла Маллет  | Grace MacInnes | Diane Gushulak   | Jacalyn Brown     | Adina Tasaka        | ЧК 2009              |
| 2009—10 | Марла Маллет  | Grace MacInnes | Diane Gushulak   | Jacalyn Brown     |                     |                      |
| 2010—11 | Марла Маллет  | Colleen Hannah | Kelly Shimizu    | Janelle Sakamoto  |                     |                      |
| 2011—12 | Марла Маллет  | Kelly Shimizu  | Danielle Callens | Barbara Zbeetnoff | Steph Jackson-Baier |                      |
| 2012—13 | Марла Маллет  | Kelly Shimizu  | Shannon Ward     | Barbara Zbeetnoff | Danielle Callens    |                      |
| 2013—14 | Марла Маллет  | Kelly Shimizu  | Adina Tasaka     | Shannon Ward      |                     |                      |
| 2016—17 | Марла Маллет  | Шеннон Алексик | Brette Richards  | Blaine DeJager    |                     | ЧК 2017 (12 место)   |

(скипы выделены полужирным шрифтом)

## Частная жизнь
Замужем, муж Майк Маллет (англ. Mike Mallett), дочь Эшли (англ. Ashley; род. 2003).